# دان أندرسون (عالم نفس)
دان أندرسون (بالإنجليزية: Dan Anderson)‏ هو عالم نفس أمريكي، ولد في 1920، وتوفي في 19 فبراير 2003.